# عدنان الدلیمی
عدنان الدلیمی (زاده ۱۹۳۲ در استان الانبار عراق - درگذشته ۳ مه ۲۰۱۷ در اربیل) سیاستمدار برجسته عراقی، عضو سابق پارلمان عراق و رئیس فراکسیون جبهه توافق عراق بود. به وی اتهام مشارکت در بمباران حلبچه زده شده است.

## زندگی و فعالیت‌ها
عدنان الدلیمی در سال ۱۹۳۲ در استان انبار عراق به دنیا آمد. وی استاد مطالعات اسلامی در دانشگاه بغداد بود. وی بعد از سقوط صدام حسین رئیس اوقاف اهل تسنن (دیوان الوقف سنی) شد. وی برای مدت پنجاه سال در امورات آموزشی فعالیت کرد.و در دانشگاه بغداد سمت استاد مطالعات اسلامی را داشت.
عدنان الدلیمی در سال ۱۹۶۵ مدرک فوق لیسانس خود را از دانشکده ادبیات در دانشگاه قاهره به دست آورد. پس از آن مدرک دکترای زبان عربی را در سال ۱۹۶۹ دریافت کرد. در دهه شصت میلادی برای یک دوره سه ساله به تدریس در دانشکده الهیات در مکرمه اشتغال داشت.
او در سال ۱۹۹۴ به اردن نقل مکان کرد و در دانشگاه خصوصی الزرقاء به عنوان استاد فعالیت کرد و مدیریت دانشکده‌های ادبیات و الهیات را به عهده داشت.
او پس از حمله آمریکا به عراق در سال ۲۰۰۳ برای کمک به پروسه سیاسی به این کشور بازگشت. او برای مدتی معاون در پارلمان عراق بود.
او همچنین رهبر شورای عام مردم عراق یعنی بخشی از جبهه توافق عراق بود. عدنان الدلیمی از سیاستمداران برجسته سنی عرب بعد از سقوط صدام بشمار می‌رفت و اغلب مخالف سیاستهای دولت شیعی حاکم بر عراق بود.

الدلیمی بارها از سوء قصد جان سالم به در برده بود. در سال ۲۰۰۶ فوریه ۲۲ در حمله به ماشین وی یک محافظ کشته و پنج تن دیگر زخمی شدند. پس از این حمله، الدلیمی خویشتن‌داری کرد و گفت: 
«من کسی را متهم نمی‌کنم. من برادرانم را به خویشتن داری دعوت می‌کنم زیرا عراق بزرگتر از عدنان و محافظان اوست.»
عدنان الدلیمی بخاطر مواضع سیاسی‌اش و به‌دلایل فرقه‌گرایانه بارها هدف اقدامات تروریستی قرار گرفت. وی بعد از صدور حکم دستگیری از طرف قوه قضائیه عراق به‌اتهام کمک به تروریست‌ها در دوران نخست وزیری نوری المالکی عراق را ترک کرد و در اردن مستقر شد. بعداً خودش و فرزندانش از این اتهام‌ها تبرئه شدند.

## درگذشت
عدنان الدلیمی، صبح روز چهارشنبه سوم ماه مه سال ۲۰۱۷ در سن ۸۵ سالگی در اربیل درگذشت.